# Qeqertarsuaq (isola)

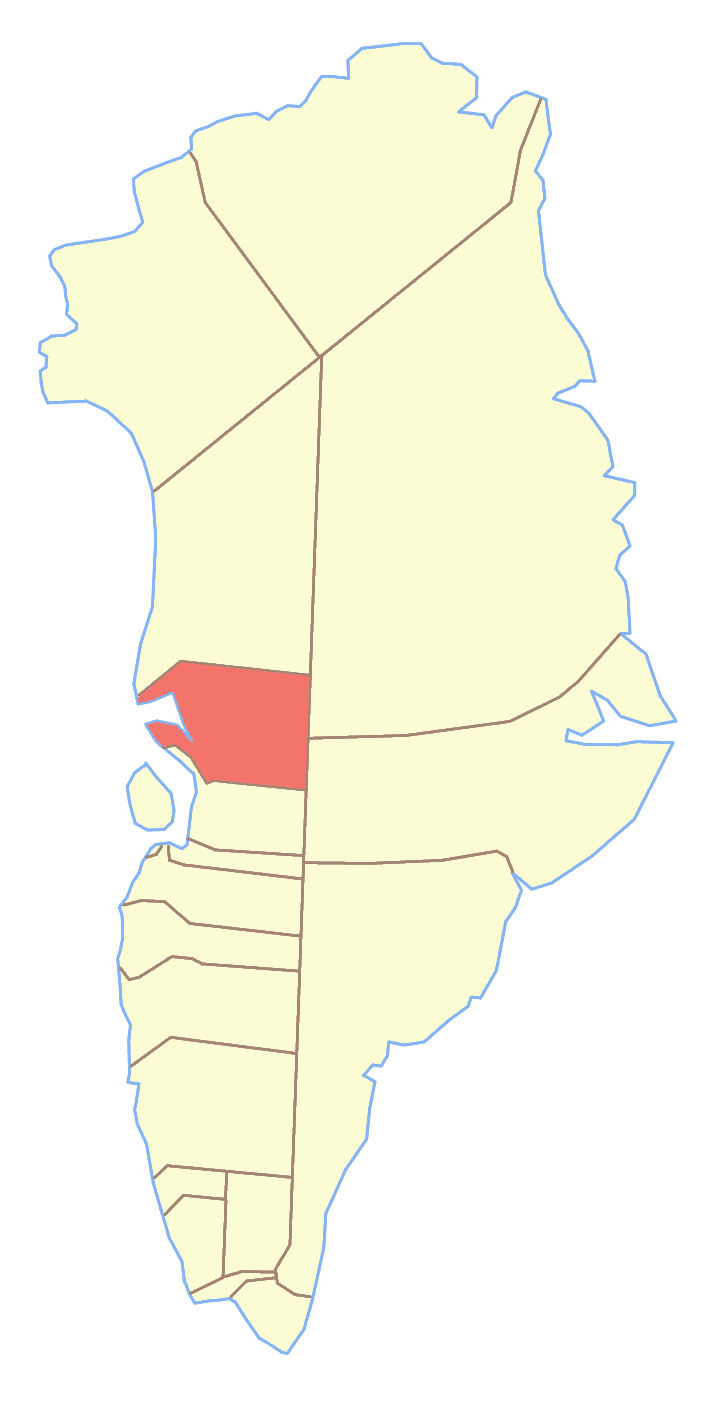
Territorio dell'ex comune di Uummannaq, dove si trovava Qeqertarsuaq

Qeqertarsuaq (o Qeqertarssuaq) è un'isola della Groenlandia di 265 km², che ospita 94 abitanti. Prima della riforma municipale groenlandese apparteneva alla contea della Groenlandia Occidentale e al comune di Uummannaq. Oggi fa parte del comune di Avannaata.